# التركيب النفسي
التركيب النفسي هو نهج علم نفس طُوّر من قبل الطبيب النفسي الإيطالي روبيرتو أساجيولي الذي شبّه التركيب النفسي بالتفكير الشائع حالياً مُقارناً التركيب النفسي على سبيل المثال مع العلاج النفسي الوجودي، ولكنه على عكس علم النفس الوجودي يعتبر الوحدة «خياراً نهائياً أو أساسياً». أكّد أساجيولي على أن «التجربة المباشرة للذات و للوعي الذاتي الخالص… صحيحة». تُعد الأهداف الروحية لتحقيق الذات و«التركيب النفسي بين الأفراد» -من التكامل الاجتماعي والاندماج المتناغم للفرد في مجموعات أكبر مثل «الإنسانية ككل»- أساسية في نظرية أساجيولي. لم يكن من المُخطط أن يكون التركيب النفسي مدرسة فكرية أو طريقة استثنائية لكنه كان الموضوع الرئيسي للعديد من المؤتمرات والمطبوعات إذ كان تُشكل المطالب الرئيسية في إيطاليا والولايات المتحدة في ستينيات القرن العشرين.
ابتعد التركيب النفسي عن الأسس التجريبية لعلم النفس من خلال دراسته للمرء كشخصية وروح لكن واصل أساجيولي إصراره على أنه كان علمياً. طوّر أساليب علاجية أوسع من تلك الموجودة في التحليل النفسي. كان أساجيولي حريصاً على الحفاظ على التوازن مع العمل العلاجي العقلاني الواعي على الرغم من أن اللا وعي جزء مهم من نظريته.
لم يكن أساجيولي أوّل من استخدم مصطلح «التركيب النفسي». كان قبله جيمس جاكسون بونتام الذي استخدمه تحت اسم المعالجة بالتخليج الكهربائي. استُخدم المصطلح أيضاً من قبل «سي. جي. يونغ» و«إيه. آر أوراج»، الذين كانا أقرب إلى تفكير أساجيولي من بونتام. كتب سي. جي يونغ مُقارناً أهدافه بأهداف سيجموند فرويد قائلاً: «إذا كان هناك «تحليل نفسي» يجب أن يوجد أيضاً «تركيب نفسي» يخلق أحداثاً مستقبلية أيضاً وفقاً لنفس القوانين». استخدم إيه. آر. أورج الذي كان ناشراً في جريدة ذا نيو إيج المؤثرة أيضاً المصطلح الذي وصله ليصبح التركيب-النفسي. شكّل أورج سابقاً مجموعة دراسة علم نفس «تضمنت موريس نيكول الذي أجرى دراساته لاحقاً مع كارل يونغ» خَلُصت إلى أن ما تحتاجه الإنسانية لم يكن التحليل النفسي بل التركيب النفسي. استُخدم المصطلح أيضاً من قبل بيزولي. بيد أنّ فرويد كان معارضاً لما سماه العنصر التوجيهي في مقاربة يونغ للتركيب النفسي، ودعا إلى إجراء تركيب تلقائي من جانب المريض قائلا: «بينما نحلّل.. تُلائم وحدته العظيمة التي نسميها الأنا نفسها مع كل الدوافع الغريزية التي كانت سابقاً منفصلة وبعيدة عنها ليتم بالتالي تحقيق التركيب النفسي في العلاج التحليلي بشكل تلقائي وحتمي وبدون تدخلنا».

## الأصول
كتب سي. جي. يونغ في عام 1909 إلى سيجموند فرويد يتحدث عن «أحد معارفه الشخصيين اللطيفين جداً وربما القيّمين، دكتورنا الإيطالي الأول أساجيولي من عيادة الطب النفسي في فلورنسا». كتب روبيرتو أساجيولي بذات نفسه (1888- 1974) في وقت لاحق أطروحة دكتوراه تحت اسم «التركيب النفسي» (لا سيكوسينتيسي) والتي بدأ من خلالها بالابتعاد عن طرق فرويد في التحليل النفسي نحو ما دعاه بالتركيب النفسي قائلاً:
« كانت فكرتي البدائية عن التركيب النفسي مُضمّنة في أطروحة الدكتوراه خاصتي عن التركيب النفسي (1910)، والتي أشرت فيها إلى بعض من ما اعتبرته قيوداً في أفكار فرويد».
مع تطوّر التركيب النفسي وافق أساجيولي مع فرويد على أن علاج صدمات الطفولة وتطوير الأنا بشكل سليم كانت أهدافاً ضرورية للعلاج النفسي، لكنه اعتبر أنه لا يمكن أن يقتصر التطّور البشري على ذلك وحده. سعى أساجيولي بوصفه دارساً للتقاليد الفلسفية والروحية للشرق والغرب إلى عنونة التطوّر البشري في أثناء تجاوزه لمعايير الأنا الفعّالة بشكل جيد. أعرب عن رغبته أيضاً في دعم تطوّر الإمكانات البشرية نحو ما أطلق عليه إبراهام ماسلو لاحقاً «تحقيق الذات» بما يشمل الأبعاد ما وراء الشخصية والروحية لتجربة الإنسان أيضاً.
وضع أساجيولي تصوراً لنهج الإنسان يمكن أن يعنون من خلاله كلّاً من عمليّة النمو الشخصي –لتكامل الشخصية وتحقيق الذات- والتطور ما وراء الشخصي، يمكن أن نرى ذلك البعد مثلاً في تجارب ذروة الإبداع المُلهم (ماسلو) والحكمة الروحية والحالات المتحدة للوعي. إضافة إلى أن التركيب النفسي يعترف بعملية تحقيق الذات من خلال تواصل الفرد واستجابته لأعمق نداءاته واتجاهاته في الحياة والتي يمكن أن تشمل أحد التطورات الشخصية أو ما وراء الشخصية أو كليهما.
بالتالي فإن التركيب النفسي هو أحد أوّل روّاد كل من علم النفس الإنساني وعلم النفس ما وراء الشخصي، حتى قبل توقف عمل يونغ مع فرويد بعدة سنوات. ترتبط فكرة أساجيولي مع علم النفس الإنساني الوجودي وغيره من النُهُج التي تحاول فهم طبيعة الشخصية السليمة والمسؤولية والخيار الشخصي وتحقيق الذات الشخصية وبشكل مشابه ترتبط فكرته بمجال علم النفس ما وراء الشخصي بتركيزه على الحالات الأعلى للوعي والروحية وتجربة الإنسان خارج الذات الفردية. عمل أساجيولي وفقاً لذلك في مجلس المحررين لكل من «مجلة علم النفس الإنساني» و«مجلة علم النفس ما وراء الشخصي».
يقدّم أساجيولي النموذجين النظريين الرئيسين في كتابه الإبداعي بعنوان «التركيب النفسي» وهي نماذج بقيت أساسية في نظرية التركيب النفسي وتم العمل بها على مر السنين. هذان النموذجان هما:
1. رسم تخطيطي وتفصيلي للإنسان و
2. نظرية مرحلية عن عملية التركيب النفسي.